# Berndt Arell
Berndt Börje Trifon Arell, född 26 december 1959 i Ekenäs i Finland, är en finlandssvensk museiman och kurator.
Berndt Arell är filosofie magister med examen vid Åbo Akademi och har arbetat på Ekenäs museum, Österbottens museum, Åbo Konstmuseum, Nordiskt konstcentrum på Sveaborg samt som förste chef för Nordiska akvarellmuseet. Åren 2001–2007 var han chef för Helsingfors stads konstmuseum och 2007–2009 chef för Kiasma i Helsingfors. År 2009 var han chef för Centralkommissionen för konst inom Undervisnings- och kulturministeriet. 
Arell var 2010–2011 direktör för Svenska Kulturfonden och var 2012–2017 överintendent och myndighetschef för Nationalmuseum med Prins Eugens Waldemarsudde. Mellan  2018 och 2020  arbetade han med utställningar för Fotografiska i Stockholm, New York och Tallinn. Från 2020 är han verksam vid Stiftung Gut Schierensee i Schierensee och Schloss Plön i Tyskland.

## Utmärkelser
- Riddartecknet av I klass av Finlands Lejons orden,  6 december 2011[3]
- Kommendör av Nordstjärneorden[4]
- Guldkors av Fenixorden[5]

[Redigera Wikidata]